# Giorgio Tron
Giorgio Tron (Villar Pellice, 12 settembre 1884 – Roma, 5 febbraio 1963) è stato un medico e massone italiano.
Fu gran maestro del Grande Oriente d'Italia dal 29 maggio 1960 al 28 aprile 1961.

## Biografia
Valdese, si laurea all'Università di Torino. Ottenne il dottorato nel 1910; si specializzò in igiene generale, lavorando a Milano presso l'Ospedale di malattie infettive (1915-1926). Fu direttore dell'Istituto sieroterapico italiano di Napoli dal 1940 al 1953. Si dedicò inoltre a studi di parapsicologia, e fu membro e segretario della Società italiana di parapsicologia.
Iniziato in Massoneria nella loggia Propaganda n. 1 di Torino nel 1907, nel 1915 membro della loggia La Ragione di Milano e nel dopoguerra membro della loggia Pisacane e fondatore della loggia Hermes, entrambe di Roma, succedette ad Umberto Cipollone al vertice del Grande Oriente d'Italia. Si dimise dopo solo un anno per problemi di salute. Gli succedette per pochi mesi Corrado Mastrocinque, Gran Maestro aggiunto del Grande Oriente d'Italia dal 1960, prima dell'elezione di Giordano Gamberini, quando fu rieletto Gran Maestro aggiunto.